# Kenneth McKellar (polityk)
Kenneth Douglas McKellar (ur. 29 stycznia 1869 w hrabstwie Dallas, zm. 25 października 1957 w Memphis) – amerykański polityk.

## Życiorys
Urodził się 29 stycznia 1869 roku w Richmond, na terenie hrabstwa Dallas. Nauki pobierał w domu, od rodziców i siostry. Ukończył studia na wydziale prawa University of Alabama i przeniósł się do Memphis, gdzie został przyjęty do palestry i otworzył prywatną praktykę prawniczą. W 1904 roku był elektorem, głosującym na kandydata Partii Demokratycznej. W 1911 roku wygrał wybory uzupełniające do Izby Reprezentantów, mające obsadzić wakat po śmierci George’a Washingtona Gordona. W izbie niższej zasiadał do 1917 roku, kiedy to został wybrany do Senatu. W latach 1945–1947 i 1949–1953 pełnił funkcję przewodniczącego pro tempore. W izbie wyższej zasiadał do 1953 roku, kiedy to nie uzyskał reelekcji. Zmarł 25 października 1957 roku w Memphis.